# Sandown Castle
Sandown Castle var et af Henrik 8.'s Device Forts eller "Henrician Castles", der blev bygget i Sandown i North Deal i Kent i England, som forsvarsværker, der skulle beskytte landet mod invasion. Det er sammen med Walmer og Deal Castle bygget til at beskytte den strategisk vigtige kyststrækning - også kendt som The Downs. De tre fæstninger er kendt som Castles of the Downs, og de blev alle færdiggjort i 1540. Sandown var identisk med Walmer Castle og bestod af en rund keep med fire større semirunde bastioner til artilleri og beskyttet af en tør voldgrav. Indgangen havde en vindebro.
Sandown Castle var allerede ruin i 1600-tallet, og havet ødelagde andre mure i 1785. Sandown Castle blev repareret og fik en garnison i 1808 under Napoleonskrigene. I 1863 blev det solgt af War Office. I 1882 var en stor del af slottet revet ned for at skaffe byggematerialer. Kysterosion tilføjede yderligere ødelæggelser. Fundamentet på landsiden af fæstningen er bevaret og er åbent for offentligheden, men er beskyttet som Scheduled monument.